# Montanhes de Les e Bossòst
Les Montanhes de Les e Bossòst són l'Espai natural més septentrional de Catalunya. És el millor representant pel que fa a la diversitat i a la singularitat dels baixos nivells del vessant septentrional del Pirineu al Baish Aran. Es tracta d'un dels territoris catalans on millor es manifesta el caràcter "pirinenc-atlàntic", amb els components regulars del paisatge atlàntic.
Elements d'interès i motius d'inclusió: hi ha les millors rouredes mesòfiles de roure pènol i de fulla gran de tot Catalunya. La fauna presenta una gran diversitat i s'ha de remarcar la presència de l'os bru i del picot garser mitjà. D'altra banda, també són remarcables els lepidòpters, entre els quals figuren espècies molt rares o úniques de les terres catalanes.

## Declaració
L'Espai Natural Protegit de les Montanhes de Les e Bossòst va ser incorporat al PEIN pel Decret 328/1992, pel qual s'aprova el PEIN. Aquest espai va ser declarat per primera vegada com a LIC l'any 1997 i com a Zona d'especial protecció per a les aus (ZEPA) l'any 2001; posteriorment, va ser ampliat com a espai Natura 2000 mitjançant l'Acord del Govern 112/2006, de 5 de setembre, que aprova la xarxa Natura 2000 a Catalunya (DOGC 4735, de 6-10-2006). Així mateix, mitjançant el pla especial es va realitzar la seva delimitació definitiva. Aquest pla complementa també el règim normatiu bàsic de protecció establert pel PEIN amb determinacions específiques per aquest espai. Finalment, cal dir que es tracta d'un dels espais gestionats pel Conselh Generau d'Aran.

## Medi físic
Geològicament, l'espai està constituït per pel·lites i gresos cambroordovicians en el sector SE i per pissarres i calcàries a la part alta dels relleus nord-occidentals. També cal assenyalar la presència a la rodalia de Bossòst d'un dels dos granits leucocràtics moscovítics existents a Catalunya.

## Biodiversitat
La funció principal dels espais naturals protegits de Catalunya és conservar mostres representatives de la fauna, la flora i els hàbitats propis del territori, de manera que es puguin desenvolupar els processos ecològics que donen lloc a la biodiversitat (l'àmplia varietat d'ecosistemes i éssers vius: animals, plantes, els seus hàbitats i els seus gens).
L'espai conté les millors rouredes mesòfiles de roure pènol i de fulla gran de tot Catalunya. La fauna presenta una gran diversitat en què cal remarcar la presència de l'os bru (Ursus arctos) i que l'ENP és una de les poques localitats del Baish Aran on és present el picot garser mitjà (Dendrocopos medios). També hi ha espècies de lepidòpters molt rares o úniques de les terres catalanes.

### Vegetació i flora
En aquest espai natural, s'hi troba un dels millors boscos de caducifolis mesòfils de caràcter atlàntic. La part baixa de les valls conté els millors representants de les rouredes mesòfiles de roure pènol i roure de fulla gran (Isopyro-Quercetum roboris) de Catalunya. Aquesta roureda, pròpia dels sòls eutròfics, alterna amb rouredes mesòfiles (Quercion robori-petraeae), rouredes xeromesòfiles (Quercion pubescenti- petraeae), landes acidòfiles (Calluno-Genistion), prats humits (Mesobromion, Arrhenatherion), etc. Per sobre de les rouredes, entre 800 i 1.300 m, hi ha el nivell de les fagedes, especialment la fageda amb joliu (Scillo-Fagetum), representant típic d'aquestes terres i particularment ben constituïda.
La flora, tant de plantes superiors com inferiors (especialment briòfits), és una excel·lent mostra de l'element corològic atlàntic, en la qual cal remarcar la presència de nombroses espècies rares de la resta del territori.

### Fauna
Si parlem de la fauna vertebrada, cal esmentar que a l'espai es troba una de les millors mostres de Catalunya de la fauna pirinenca marcada per la influència atlàntica. Hi ha una sèrie d'espècies exclusives o quasi exclusives d'aquest indret, com el lluer (Carduelis spinus), o alguns mamífers com l'almesquera (Galemys pyrenaicus), però sobretot destaca la presència del picot garser mitjà (Dendrocopos medius), espècie que depèn de les rouredes madures i que a Catalunya només es troben al Baish Aran. Però pel que fa als picots, cal dir que aquesta és segurament una de les millors zones de Catalunya en què s'hi poden trobar totes les espècies existents en terres catalanes: el picot garser gros (Dendrocopos major), el picot garser petit (Dendrocopos minor), el picot negre (Dryocopus martius) i el picot verd (Picurs viridis). A les zones altes de matollar, hi és present la perdiu xerra (Perdix perdix) i també l'escorxador (Lanius collurio).
És important assenyalar, que a l'espai hi ha una de les diversitats més grans d'artiodàctils a Catalunya, amb espècies com el cabirol (Capreolus capreolus), el cérvol (Cervus elaphus), el senglar (Sus scrofa) i, quan baixa de les parts més altes a la tardor, també l'isard (Rupicapra pyrenaica). L'os bru (Ursus arctos) sovinteja per l'espai de forma més o menys regular.
Pel que fa a la fauna invertebrada, cal esmentar la diversitat i singularitat de lepidòpters, amb espècies molt rares o úniques de les terres catalanes: Scopula immorata i Epirrhoe molluginata.

## Economia
Tot i el progressiu i acusat abandonament de les masses forestals que està patint l'espai, s'hi practiquen aprofitaments silvícoles puntuals i s'hi poden trobar algunes pastures de bestiar boví i/o d'algun petit ramat d'ovelles. Però un dels usos més desenvolupat en l'actualitat és l'apicultura, amb nombrosos grups d'arnes escampats per la massa forestal de l'espai.
Per acabar, cal esmentar la presència de bordes abandonades disperses pel territori i d'algunes edificacions històriques, com és el castell de Bossòst. Per aquesta raó, l'espai conté diverses pistes forestals, així com la carretera local de Bausen i la C-230.